# Mike Ribas
Miquel Ribas i Miràngels (Olot, 16 de enero de 1932-Barcelona, 11 de diciembre de 2009), conocido artísticamente como Mike Ribas, fue un pianista, compositor, arreglista y director musical de origen español que desarrolló la mayor parte de su trayectoria profesional en Argentina. Compuso la banda sonora de una treintena de películas, unas doscientas sintonías para televisión y registró en la sociedad de autores más de trescientas canciones de éxito.

## Biografía
A muy corta edad ya mostró tener una gran sensibilidad musical y su entorno familiar favoreció en gran medida esta vocación temprana. Su padre, Joan Ribas Massegur, era un pianista aficionado y su tío, Francesc Prat Bassols tocaba profesionalmente la tenora, el saxo y el violín en orquestas y grupos musicales de Barcelona. Siendo muy niño, inició en su ciudad natal estudios de solfeo y piano con la reconocida profesora Loreto Juvinyà. Sus progresos fueron tan importantes que, a los 13 años, se trasladó a vivir a Barcelona para poder proseguir sus estudios musicales en el Conservatorio Superior de Música de la ciudad condal. Alumno aplicado, financió sus estudios con la obtención de diversas becas y trabajando en una editorial. Al cabo de unos años el esfuerzo dio sus frutos y acabó graduándose no solo en solfeo y piano sino también en armonía, contrapunto y fuga, composición y dirección musical.
Posteriormente inició su carrera como intérprete tocando en diversos grupos musicales como la popular orquesta de Juanito Segarra, una formación de gran prestigio en los años cincuenta y sesenta del siglo pasado. A mediados de los años cincuenta formó parte de un conjunto que tuvo una gran proyección. El éxito de este grupo hizo que obtuvieran un contrato para efectuar una gira por oriente. Estando en Teherán, la emperatriz Soraya acudió a uno de sus conciertos. En la capital persa tuvo ocasión de conocer a la cantante argentina Lydia Scotti, que se prendó de su talento y lo incorporó como pianista y director musical de su conocido Combo Latino. Con ellos realizó una gira, primero por Europa y después por Argentina, en donde tuvo ocasión de debutar en el Teatro El Nacional, el último coliseo donde había actuado Carlos Gardel en Buenos Aires. Después de la tournée, Lydia Scotty lo animó a seguir en el grupo en una larga serie de conciertos que los llevó a actuar por toda América Latina, Estados Unidos y Canadá. En estas performances, fue cogiendo un rol más principal lo que motivó que los líderes del Combo le sugirieran que adoptase el nombre artístico de Mike, Mike Ribas.
A comienzos de los años 70, dirigió el disco Vinicius de Moraes en La Fusa en los Estudios ION de Buenos Aires. El éxito de este LP logró que posteriormente grabaran un segundo, esta vez con Maria Bethania, hermana de Caetano Veloso. En este segundo disco no solo dirigió la grabación sino que además, realizó la mayoría de los arreglos y participó en el grupo como pianista. El trabajo de Miquel se aprecia especialmente en dos temas, A tonga da mironga do kabuletê y Samba de Bençao, que fueron los más celebrados. Esta colaboración con Vinicius dio a conocer a Mike Ribas en Brasil y amplió todavía más la fama de gran músico, versátil y creativo que ya tenía en Argentina. A partir de aquí le ofrecieron dirigir grandes espectáculos en los mejores teatros de Buenos Aires. En 1977 asumió la dirección del musical de Chicago, que consiguió mantenerse en cartel muchos meses en el Teatro El Nacional. En los años siguientes, Annie y Cats en el Lola Membrives, Yo y mi chica, Hello Dolly! y Grease en el Teatro Astral y Maipo, siempre Maipo y  La rotativa del Maipo en el Teatro Maipo de calle Esmeralda, fueron dirigidos también por Mike.
Mike Ribas se convirtió en un rostro popular en la sociedad argentina a raíz de su aparición en muchos programas de televisión, en donde colaboró con reconocidos profesionales como Tato Bores, Juan Carlos Mesa, Susana Giménez, Pipo Mancera, Libertad Lamarque, Chico Novarro y muchos otros. Particularmente, la gente recuerda la etapa en la que dirigió durante diversas temporadas la Orquesta Estable de Canal 13.
Junto a Chico Novarro, un músico con el que mantuvo una larga amistad y una fructífera relación profesional, representó a Argentina en 1981 en el Festival de la OTI celebrado en la capital mexicana. La canción presentada Súbete a mi nube quedó finalista. Este certamen musical de la canción iberoamericana, Mike lo dirigió entre 1984 y 1986 en sus ediciones celebradas en Ciudad de México, Sevilla y Santiago de Chile. En 2004 participó en Italia en el Festival Léo Ferré, donde recibió el reconocimiento a toda su trayectoria.
Mike Ribas fue un músico que cultivaba todos los estilos. Tanto se lo podía encontrar componiendo música para teatro, como tocando un bolero, acompañando un tango al piano o actuando como solista en un concierto, como cuando se unió a la Chicago Jazz Band en un memorable recital que la formación norteamericana dio en el Teatro Margarita Xirgu. Pese a tener la residencia fijada en Argentina, colaboró a menudo con músicos catalanes como Xavier Cugat y Xavier Ribalta. También mantuvo una cordial relación de amistad con los pianistas Ricard Miralles y Tete Montoliu. 
A lo largo de su prolongada carrera, trabajó asimismo con músicos españoles como Raphael, Nino Bravo o Paloma San Basilio, así como con artistas argentinos y latinoamericanos como Alberto Cortez, Violeta Rivas, Susana Rinaldi, Roberto Yanés, Sebastião Tapajós, Olga Guillot o Cheo Feliciano, entre muchos otros. Cantantes como los brasileños Djavan y Eliane Elias, el norteamericano Arturo Sandoval, el puertorriqueño Gilberto Santa Rosa y muchos otros grabaron temas suyos. En 1987, la Sociedad Argentina de Autores y Compositores le entregó el Premio SADAIC al mejor compositor de música para cine.

### Muerte
Mike Ribas murió en Barcelona el 11 de diciembre del 2009 a los 77 años, cuando estaba haciendo teatro musical. Tenía en cartel La Rotativa del Maipo en Buenos Aires. El año anterior, Julio Bocca y Lino Patalano, los dos propietarios del popular teatro Maipo, habían confiado en él para que dirigiera el espectáculo Maipo, siempre Maipo, que se programó con motivo de la celebración del primer centenario del popular teatro de la calle Esmeralda. En este show participaron grandes nombres de la escena argentina como Antonio Gasalla, Gloria Montes o Claudio Segovia. La muerte sorprendió a Mike en un momento dulce, de gran madurez creativa.

## Filmografía
Música
- La clínica loca (1988)
- Atracción peculiar (1988)
- Galería del terror (1987)
- Los colimbas al ataque (1987)
- Me sobra un marido (1987)
- Mingo y Aníbal en la mansión embrujada (1986)
- Las aventuras de Tremendo (1986)
- Los colimbas se divierten (1986)
- Las minas de Salomón Rey (1986)
- Camarero nocturno en Mar del Plata (1986)
- Rambito y Rambón, primera misión (1986)
- Mingo y Aníbal contra los fantasmas (1985)
- El telo y la tele (1985)
- Miráme la palomita (1985)
- Mingo y Aníbal, dos pelotazos en contra (1984)
- Sálvese quien pueda (1984)
- Diablito de barrio (1983)
- Los reyes del sablazo (1983)
- Los extraterrestres (1983)
- Gran Valor en la Facultad de Medicina (1981)
- Sucedió en el fantástico Circo Tihany (1981)
- Patolandia nuclear (1978)
- Minguito Tinguitela Papá (1974)
- Todos los pecados del mundo (1972) con la canción Estoy hecho un demonio
- Me enamoré sin darme cuenta (1972)
- La bastarda (1972)

Dirección musical
- La obertura (1977)

Orquestación
- Hotel alojamiento   (1966)